# Milenijumski krst
Milenijumski krst je 66 metara visok krst na vrhu planine Vodno (1.066 m) koja se uzdiže iznad Skoplja, Severna Makedonija i predstavlja jedan od najviših krstova na svetu. Krst je izgrađen 2002. godine povodom 2000. godišnjice Hrišćanstva u Makedoniji i svetu. Milenijumski krst se može videti sa udaljenosti od 30 km.

## Konstrukcija
Izgradnja je počela 2002. godine i finansirala ju je nekanonska Makedonska pravoslavna crkva, Makedonska vlada i donatori iz Makedonije i celog sveta. Krst je izgrađen na najvišoj tački planine Vodno na mestu Krstovar — što je turski naziv za „Mesto krsta“ jer je tamo bio manji krst pre Milenijumskog krsta. Osmog septembra 2008. godine, na dan nezavisnosti Republike Makedonije u krst je ugrađen lift. U 2009. otvoren je restoran i suvenirnica pored krsta.
Spomenik je zasnovan na rešetkastom dizajnu, sličnom Ajfelovom tornju i ima tradicionalni oblik hrišćanskog krsta bez drugih dodataka ili elemenata. Izgrađena je na platformi sa dvanaest stubova koja simbolično predstavlja dvanaest apostola. Unutar krsta se nalazi lift do najvišeg nivoa za pogled na Skoplje. Sa južne strane grada panoramom Skoplja dominira visoki Milenijumski krst na vrhu planine Vodno. Spomenik je vidljiv iz skoro svih delova prestonice, a njegovo prisustvo se oseća u šetnjama gradskih stanovnika ili ljudi koji ulaze u grad jer privlači pažnju. Noću se krst može videti kao prekriven hiljadama svetala.

## Istorija
Nakon raspada Jugoslavije i nezavisnosti Makedonije, različite etničke i religijske grupe u zemlji nadmetale su se jedna sa drugom da ostave svoj trag na urbanom pejzažu Skoplja, posebno nakon međuetničkog sukoba 2001.
U avgustu 2002. održana je ceremonija posvećenja Milenijumskom krstu i prisustvovalo je 70.000 ljudi. Izgradnja spomenika završena je 2019. godine.

## Galerija
- Pogled na Milenijumski krst iz centra Skoplja
- Žičara
- Milenijumski krst 2015.